# Utódok: Vörös felemelkedése
Az Utódok: Vörös felemelkedése (eredeti cím: Descendants: The Rise of Red) 2024-ben bemutatott amerikai musical fantasyfilm, amelyet Jennifer Phang rendezett, az Utódok 3. című film folytatása. A főbb szerepekben Kylie Cantrall, Malia Baker, Brandy Norwood, Dara Reneé és Ruby Rose Turner látható.
Amerikában és Magyarországon 2024. július 12-én a Disney+ mutatta be. A Disney Channel is bemutatja 2024. október 12-én.

## Cselekmény
A királyi esküvő után Uma az Auradon iskola úĵ igazgatója. Első dolga, hogy megnyitja a határt Auradon és Csodaország között, és meghívja Vörös hercegnőt, a zsarnoki Szívkirálynő lázadó lányát, hogy csatlakozzon az akadémiához.
Vörös és édesanyja Auradonba utazik, ahol a királynő és Hamupipőke először találkoznak újra, mióta a Merlin Akadémián tanultak. A találkozás hamar ellenségessé válik, amikor a királynő felidézi egy traumatikus csínytevést, amit az iskolai éveik alatt kellett elszenvednie. A megnyitó ünnepségen, amikor Uma mindenkit üdvözöl, a királynő váratlanul puccsot indít a mágikus kártyapaklijával, és túszul ejti a többi résztvevőt. Amikor Hamupipőke megtagadja, hogy meghajoljon a királynő előtt, a vonakodó Vörös kénytelen őt lefejezés általi halálra ítélni, ami az édesanyja örömére, de a tömeg haragjára szolgál. Rémületében és bűntudatában Vörös megpróbál a varázslatos zsebórával néhány percet visszamenni az időben, és megakadályozni a puccsot, ellopva anyja kártyapakliját, de Hamupipőke maximalista és jószívű lánya, Chloe megtámadja, így véletlenül aktiválja az órát, és mindkét lányt a múltba küldi, amikor az Auradon Akadémia még Merlin Akadémiának hívták. Vörös és Chloe hisznek abban, hogy okkal küldték őket ide, és vonakodva beleegyeznek, hogy anyjuk érdekében együtt dolgozzanak.
A lányok cserediáknak adják ki magukat, beiratkoznak az Akadémiára, ahol találkoznak Ellával és Bridgettel, Hamupipőke és a Szívkirálynő tinédzser személyiségével, és elkezdik keresni a módját, hogy megváltoztassák a "jelent". Megdöbbennek anyjuk személyiségén, Bridget kedves, Ella pedig nem akar csatlakozni a királyi családhoz. Mindannyian az udvaron lógnak, amikor találkoznak a gonosztevők fiatalabb változataival és Ulianával, Ursula fiatal húgával. Miután szándékosan túl sokat evett Bridget elvarázsolt süteményeiből, Uliana flamingóvá változik. Amikor visszaváltozik önmagává, elhatározza, hogy bosszút áll Bridgeten.
Elhatározzák, hogy beszélnek Ellával, hogy többet tudjanak meg, és megtudják, hogy Uliana a Fekete Lagúnában lóg. Vörös és Chloe kihallgatják a tervet, hogy Bridgetnek egy muffint adnak, ami a tánc alatt szörnyeteggé változtatja őt, egy varázsló szakácskönyve segítségével. A lányok megtalálják a szakácskönyvet Merlin dolgozószobájában, és miután megküzdenek a Merlin által felállított védekezéssel, sikerrel járnak. A gonosztevő banda azonban el tudja venni tőlük, de mivel a könyv nem kerülhet "rossz kezekbe", varázslatos módon lefagyasztják őket, Merlin pedig felfedezi és elzárásra ítéli őket. Vörös el tudja rejteni a szakácskönyvet, és ketten visszamennek a jelenbe.
Visszatérnek abba az időbe, amikor Uma a beszédét tartotta, és a Királynő ugyanazokat a sorokat mondja, mint az eredeti idősíkban. Vörös eleinte megijed, hogy semmi sem változott, de megkönnyebbülve látja, hogy az anyukája könnyedebb ruhát visel, és egy sor szívbuborékot készít az ünnepségre. Uma elmeséli, hogy ez egy boldog befejezés, de utal arra, hogy az idő szövetével való szórakozás veszélyes következményekkel járhat, és elmondja a nézőknek, hogy a történetnek még nincs vége.

## Szereplők
| Szereplő               | Színész                     | Magyar hang     | Mese                 | Mesebeli szülő         |
| ---------------------- | --------------------------- | --------------- | -------------------- | ---------------------- |
| Vörös                  | Kylie Cantrall              | Engel-Iván Lili | Alice Csodaországban | Szívkirálynő           |
| Chloe Charming         | Malia Baker                 | Pekár Adrienn   | Hamupipőke           | Hamupipőke és Királyfi |
| Uma                    | China Anne McClain          | Csifó Dorina    | A kis hableány       | Ursula                 |
| Uliana                 | Dara Reneé                  | Györke Laura    | A kis hableány       | -                      |
| Szívkirálynő / Bridget | Rita Ora                    | Mikecz Estilla  | Alice Csodaországban | -                      |
| Szívkirálynő / Bridget | Ruby Rose Turner (fiatalon) | Kobela Kíra     | Alice Csodaországban | -                      |
| Hamupipőke             | Brandy Norwood              | Dobó Enikő      | Hamupipőke           | -                      |
| Hamupipőke             | Morgan Dudley (fiatalon)    | Mayer Szonja    | Hamupipőke           | -                      |
| James Hook             | Joshua Colley               | Nagy Gereben    | Pán Péter            | -                      |
| Morgie                 | Peder Lindell               |                 | Artúr király         | Morgana le Fay         |
| Elbűvölő herceg        | Paolo Montalban             | Varga Gábor     | Hamupipőke           | -                      |
| Elbűvölő herceg        | Tristan Padil (fiatalon)    |                 | Hamupipőke           | -                      |
| Tündérkeresztanya      | Melanie Paxson              | Sallai Nóra     | Hamupipőke           | -                      |
| Tündérkeresztanya      | Grace Narducci (fiatalon)   | Ruszkai Szonja  | Hamupipőke           | -                      |
| Aladdin                | Levin Valayil               |                 | Aladdin              | -                      |
| Aladdin                | Kabir Bery (fiatalon)       |                 | Aladdin              | -                      |
| Jázmin                 | Shazia Pascal               |                 | Aladdin              | -                      |
| Jázmin                 | Aiza Azaar (fiatalon)       |                 | Aladdin              | -                      |
| Merlin                 | Jeremy Swift                | Kassai Károly   | A kőbe szúrt kard    | -                      |
| Kalapos Maddox         | Leonardo Nam                |                 | Alice Csodaországban | Kalapos                |
| Jack                   | Alex Boniello               | Dér Zsolt       | -                    | -                      |
| Meadow                 | Sam Morelos                 |                 | -                    | -                      |
| Demóna                 | Mars                        |                 | Csipkerózsika        | -                      |
| Hadész                 | Anthony Pyatt               | Sipka Gábor     | Herkules             | -                      |
| Gonosz Mostoha         | Julee Cerda                 |                 | Hamupipőke           | -                      |

### Magyar változat
- Magyar szöveg: Blahut Viktor
- Hangmérnök, vágó és szinkronrendező: Kránitz Lajos András
- Gyártásvezető: Bogdán Anikó
- Produkciós vezető: Máhr Rita

A szinkront az Iyuno Hungary készítette.

## A film készítése
2021. augusztus 18-án, az Utódok: A királyi esküvő című animációs különkiadás megjelenését követően, Lauren Kisilevsky, a Disney Branded Television eredeti filmekért felelős alelnöke a különkiadás cliffhangerével kapcsolatos kérdésekre azt válaszolta, hogy "kötekedés az kötekedés", és azért került bele, mert az Utódok filmek további történetekre utaló utalásokkal zárultak, és azt is mondta, hogy "a Disney Channel meglátja, hova jutnak a franchise-zal".
2021. szeptember 21-én megerősítették, hogy a Disney és a Disney Branded Television korábbi elnöke, Gary Marsh produkciós cége között létrejött átfogó megállapodás részeként egy negyedik Utódok-film is fejlesztés alatt áll. 2022 májusára a Disney+ zöld utat adott a filmnek, mint spin-offnak. Jennifer Phangot szerződtették rendezőnek és társproducernek, a forgatókönyvet Dan Frey és Russell Sommer írta, Marsh pedig vezető producerként működött közre.

### Forgatás
A forgatás 2023. január végén kezdődő Atlantában és március közepéig tartott.